# Maiorca
Maiorca (em catalão e castelhano Mallorca) é a maior ilha do arquipélago das Ilhas Baleares localizado a leste da Espanha e sua maior cidade e capital é Palma de Maiorca. Mallorca, com 873 414 habitantes (2011), é a ilha mais povoada das Ilhas Baleares e a segunda ilha mais populosa da Espanha, depois de Tenerife, nas Ilhas Canárias.

## Idiomas
O maiorquím, um dialeto do catalão, é o idioma próprio falado em Mallorca, sendo o catalão e o espanhol (castelhano) os dois idiomas oficiais.